# Rio Boul (Galbena)
O Rio Boul é um rio da Romênia afluente do Rio Galbena, localizado no distrito de Hunedoara.